# Jean-Louis Forain

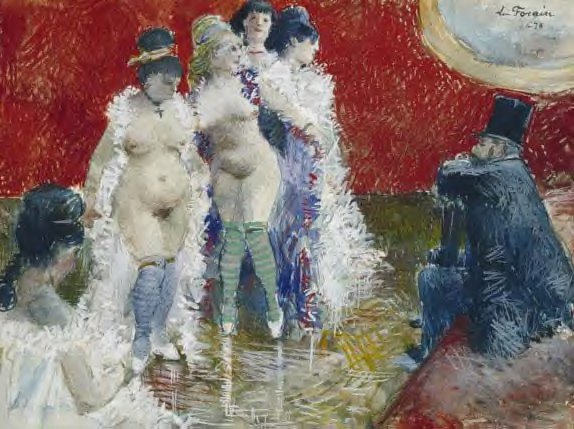
Le client, pintura a óleo, 1898

Louis-Henri Forain (Reims, 23 de outubro de 1852 — Paris, 11 de julho de 1931) mais conhecido como Jean-Louis Forain, foi um pintor e ilustrador francês.
Durante seus primeiros anos como aluno de arte, ele recebeu a tutoria de dois artistas privilegiados: os escultores-pintores franceses Jean-Léon Gérôme (1824-1904) e Jean-Baptiste Carpeaux (1827-1875)
Enquanto artista, ele recebeu influências dos artistas franceses Honoré Daumier (1808-1879) e
Edgar Degas (1834-1917). Em matéria de pintura, pode-se notar uma clara predileção pelos temas do pintor Toulouse-Lautrec (1864-1901).
Freqüentando os prestigiosos salões artísticos parisienses, que eram moda na sua época, ele faz o conhecimento de inúmeras personalidades famosas; entre elas, podemos citar, o conde Robert de Montesquiou (1855-1921), que se apaixona pelo lado humorístico da sua obra, e se faz publicista do seu trabalho enquanto caricaturista.
Sua primeira exibição individual aconteceu em 1890, na galeria Boussod e Valadon, que era então dirigida pelo marchand Theo van Gogh (1857-1891), irmão do hoje célebre pintor.
Por causa da fama das suas caricaturas, os jornais franceses da época o disputavam para ilustrar suas páginas. Seu propósito caricatural era segundo suas próprias palavras: “contar a vida diária, mostrar o ridículo de certas dores, a tristeza de muitas alegrias”.

## Algumas Obras
- Scène de café (1878). Museo de Brooklyn
- Bailarina en rosa. Colección Carmen Thyssen-Bornemisza.
- Vestíbulo en la Ópera. Museo de Bellas Artes de Boston.
- Le Veuf (1884). Musée d'Orsay.
- Anna de Noailles (1905).